# BUSHI
BUSHI（ブシ、1983年4月5日 - ）は、日本の男性覆面レスラー、実業家。フリー。血液型AB型。本名は清水 哲也（しみず てつや）。東京都足立区出身。旧リングネームはT28（てつや）。武士道を極めた事からこのリングネームになったとされている。

## 経歴
アニマル浜口ジムでトレーニングを積んだ後、DRAGON GATEに入門するも半年足らずで退団した。その後、武藤塾の新人オーディションに合格し全日本プロレスに入門。デビュー前からリング上でブレイクダンスを披露するなど、注目されていた。入門後は武藤敬司の付き人をしていた。

### 全日本プロレス
2007年3月12日伊勢崎大会にて平井伸和戦で、T28（テツヤ） のリングネームでデビュー。当時は、入場時に得意のブレイクダンスを披露した。試合衣装は、新人らしからぬシルバーのハーフパンツにキャップを被った独特のスタイルであった。
2008年2月、夏目ナナプロデュース興行「PLAYBOY CHANNEL NIGHT」でKUSHIDAとのタッグで優勝を収めた。その後、ジュニア・タッグリーグ戦に同タッグで出場。リーグ戦ではカズ・ハヤシ & エル・サムライ組、大和ヒロシ & KAI組から勝利を収めた。
9月13日、土方隆司とのシングルマッチで敗北した後、腰を負傷し欠場。復帰の見込みが立った11月4日、本人の希望によりメキシコ武者修行を発表し、24日よりメキシコへ出発。IWRGに参戦し、覆面レスラー「BUSHI」として活動を開始する。
IWRGインターコンチネンタルライト級王座を2度獲得し最優秀外国人選手に選ばれたが、2009年12月3日、アレナナウカルパン大会で行われたオフィシアル911とのマスカラ・コントラ・マスカラマッチで敗北を喫し、素顔を晒した。

#### 凱旋帰国
約1年以上覆面レスラーとして活動し、愛着が湧いていたことからBUSHIとして日本へ凱旋。2010年2月7日、カズ・ハヤシ、近藤修司と組んで東京愚連隊（NOSAWA論外 & MAZADA & FUJITA）と対戦。MAZADAを新技・レボルシオンでピンフォール勝ちを収める。
4月11日、カズの保持する世界ジュニアヘビー級王座に初挑戦するも敗戦。同月に開催されたジュニア･タッグリーグ戦では、スペル・クレイジーとのタッグで出場。29日、決勝戦で近藤 & 大和ヒロシ組を破り、同リーグ戦を制覇する。
その後、VOODOO-MURDERSのMAZADAとの抗争を展開していった。7月4日、近藤、大和と組んで、キャプテン髪切りマッチとしてMAZADA & 稔 & ヘイト組と対戦。勝利を収め、キャプテンであるMAZADAが髪を切られるはずだったが、MAZADAはこの日の試合以降、マスクを被って試合を行い、「坊主頭になった」と主張する。これに対してBUSHIが不服を唱え、8月15日、マスカラ・コントラ・マスカラマッチでMAZADAと対戦。勝利収めた後、MAZADAのマスクを脱がしにかかると、髪を切っていないことが判明した。
9月10日、マスカラ・コントラ・カベジェラマッチで、再びMAZADAと対戦。フェニックススプラッシュでピンフォール勝ちを収め、ついにMAZADAの髪の毛を刈ることに成功し、抗争に終止符を打った。
2011年8月からはBLACK BUSHIを名乗る覆面レスラーと抗争を繰り広げていたが、12月2日、金本浩二との試合後、三半規管の異常を診断されて長期欠場を余儀なくされた。

### 新日本プロレス

#### 2012年
2012年4月16日、新日本プロレスと全日本プロレスとの間で新たな取り組みとしてレンタル移籍を行うことが発表され、5月1日付けで、1年間の新日本所属選手として活動する。また、同時期に開催したBEST OF THE SUPER Jr.に初出場、5月27日に同団体でデビューを果たす。

#### 2013年
2013年1月18日、新日本への完全移籍を発表し正式に同団体へ入団を果たした。
6月、CMLLに遠征。メキシコでは過去にコントラ・マッチで敗れており、BUSHIのリングネームは使えないことから新たなるマスクマン「BUSHIROAD」を名乗って活動している。

#### 2014年
2014年12月19日、後楽園ホール大会の6人タッグマッチに出場したが、この試合でBUSHIは中盤にてコーナー最上段へ登り、対戦相手が突進してきたところを前転してリングへ着地する際に首から落下した。BUSHIは試合終了まで身動きがとれず、試合後に担架で運びこまれた。BUSHIは後日、急性硬膜外血腫、脊髄震盪、第12胸椎骨折と診断され、全治6か月となる長期欠場に追い込まれた。

#### 2015年
2015年8月16日の両国国技館大会にて復帰することがアナウンスされたものの、復帰に向けてのトレーニング中に右目眼窩底骨折の怪我を負い、欠場期間が延びてしまった。再び欠場となってしまったが、11月21日の後楽園ホール大会にて復帰戦が決まったことを発表した。今度こそ復帰戦が行われるかと思われたが、復帰戦前日にBUSHI本人より「（試合に）出られない」との連絡を受け急遽欠場となった。

##### ロス・インゴベルナブレス・デ・ハポン

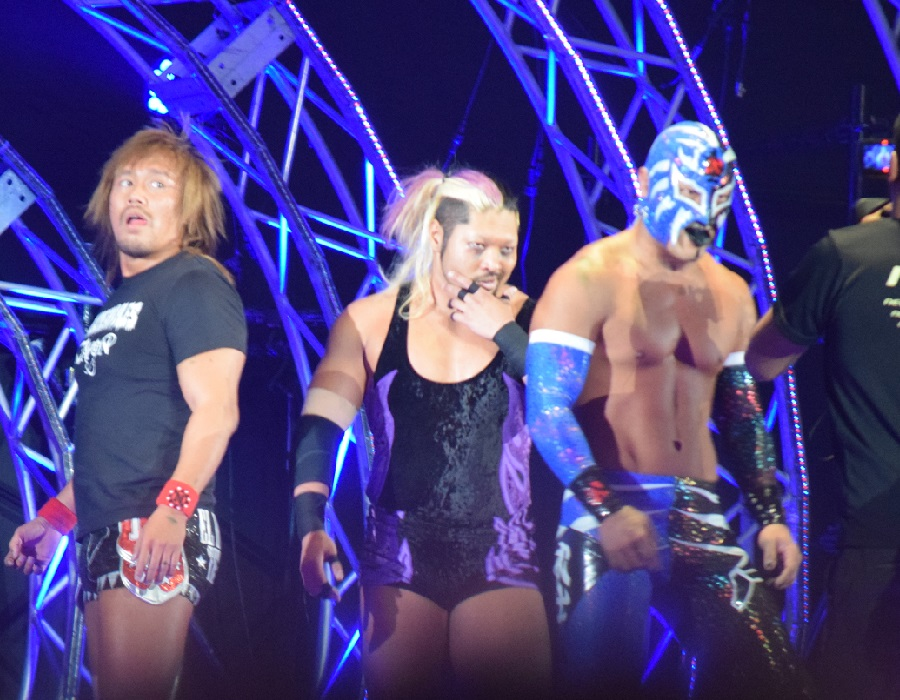
内藤哲也（左）、EVIL（中）と共にロス・インゴベルナブレス・デ・ハポンの一員として活動するBUSHI（右）。

2015年11月21日、WORLD TAG LEAGUE後楽園ホール大会にて、BUSHIは同リーグ戦にエントリーしている内藤哲也&EVIL組のセコンドとして登場、試合終盤にBUSHIが対戦相手のドク・ギャローズに毒霧を噴射し内藤&EVIL組の勝利をアシストした。試合後のバックステージにてBUSHIは、「俺は内藤に付いていくことにした」とコメントを残し「ロス・インゴベルナブレス」に電撃加入を果たし、翌22日豊橋大会にて内藤、EVILと共に「ロス・インゴベルナブレス・デ・ハポン」を発足させた。
12月11日、青森大会にて正式に復帰した。19日、後楽園ホール大会でマスカラ・ドラダを破りCMLL世界ウェルター級王座を奪取した。だが2016年1月22日、CMLL FANTASTICA MANIA 2016でドラダとのリマッチに敗れ王座から陥落した。
2月14日、THE NEW BEGINNING in NIIGATAにて王者・KUSHIDAの持つIWGPジュニアヘビー級王座に初挑戦、KUSHIDAのホバーボードロックでギブアップ負けを喫したもののBEST OF THE SUPER Jr.でKUSHIDAに借りを返した。7月、スーパーJカップに出場したが1回戦で鈴木軍の金丸義信に敗れた。9月17日にKUSHIDAとのIWGPジュニアヘビー級王座戦が予定されているが、9月10日の試合後コメントでボイコットや譲渡を考えていると発言した。しかし9月12日にKUSHIDAから遂に指名を受けたのでタイトルマッチが楽しみだと発言した。
9月17日、大田区総合体育館大会にて最上段のMXでKUSHIDAをピンフォールし、IWGPジュニアヘビー級王座を奪取して第74代王者となった。
10月11日、試合後、KUSHIDAをSANADAのアシストによるパイプ椅子を挟んでのコード・ブレーカーで再起不能にし、KUSHIDAを初防衛戦の相手に逆指名した。
11月5日、KUSHIDAと防衛戦を行いホバーボードロックによりギブアップ負けを喫し、IWGPジュニアヘビー級王座から陥落した。

#### 2020年
9月3日から開幕された「NEW JAPAN ROAD」にて、YOHの負傷欠場により返上されたIWGPジュニアタッグ王座をかけIWGPジュニアタッグ王座決定リーグ戦（4チームによる）に高橋ヒロム＆BUSHI組で出場しリーグ戦を2位で通過。9月11日に行われたジュニアタッグ王座決定戦でリーグ戦1位のエル・デスペラード＆金丸義信組と対戦するが敗退した。
11月15日、愛知県体育館（ドルフィンズアリーナ）から始まったBEST OF THE SUPER Jr.27に出場。4勝5敗でシリーズを終える。

#### 2021年
11月13日、後楽園ホールから始まったBEST OF THE SUPER Jr.28に出場。5勝6敗でシリーズを終える。 

#### 2023年
2023年3月1日開催の『ジュニア夢の祭典 〜ALL STAR Jr. FESTIVAL 2023〜』では第6試合8人タッグマッチに出場。

#### 2025年
2月22日、NJPW PRESENTS CMLL FANTASTICA MANIA 2025愛知県武道館大会で行われた軍団対抗タッグトーナメント1回戦にてシェウア、スティグマから勝利しティタンと決勝戦へ進出。
2月26日、NJPW PRESENTS CMLL FANTASTICA MANIA 2025幕張メッセ 国際展示場11ホール大会にて軍団対抗タッグトーナメント決勝戦で優勝。
4月16日、新日本プロレスは内藤哲也の退団にあわせて、BUSHIの退団を発表。5月4日に開催される福岡国際センター大会をもって、契約および試合出場を終了することを明らかにした。。BUSHIは、すでに2025年度の所属選手契約を結んでいたが、内藤と同時に退団が認められた。

## タイトル歴
新日本プロレス

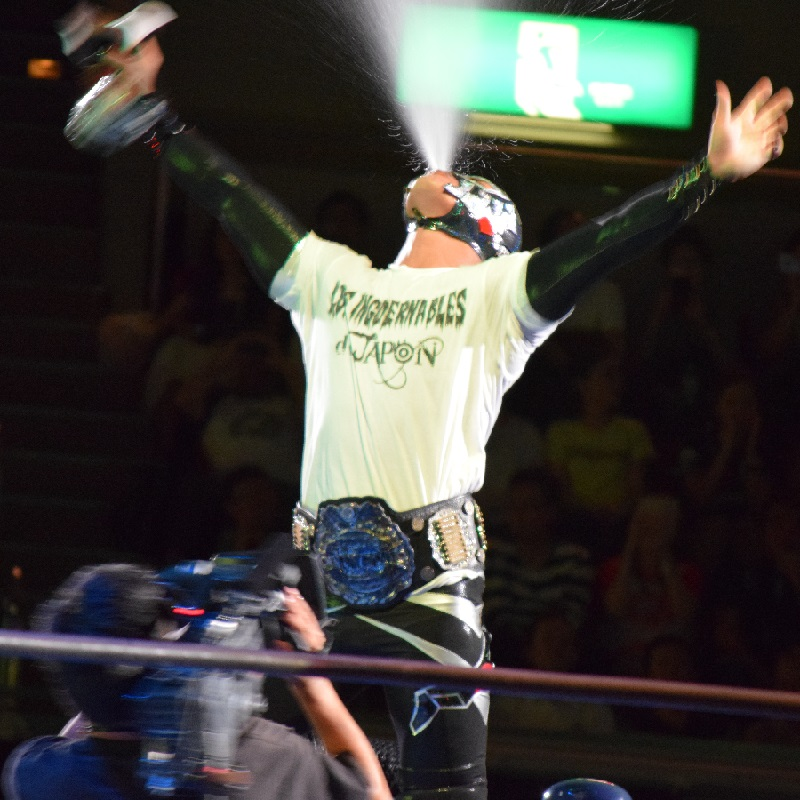
IWGPジュニアヘビー級王座を腰に巻くBUSHI

- IWGPジュニアヘビー級王座 : 1回（第74代）
- IWGPジュニアタッグ王座 : 1回（第58代、w / 鷹木信悟）
- NEVER無差別級6人タッグ王座 : 5回（第9･11・13、20、28代、w / SANADA &EVIL→EVIL&鷹木信悟→辻陽太&高橋ヒロム）
- 軍団対抗タッグトーナメント 優勝（2025年 w / ティタン）

全日本プロレス
- U-30タッグ・トーナメント 優勝（2008年 w / KUSHIDA）
- ジュニア・タッグリーグ戦 優勝（2010年 w / スペル・クレイジー）

IWRG
- IWRGインターコンチネンタルライト級王座 : 2回
- GLADIADOR DE ORO（IWRGの最優秀外国人賞）

CMLL
- CMLL世界ウェルター級王座 : 1回（第30代）

## 得意技
メキシコマットでの豊富な経験と、小柄な体型を生かした軽快なルチャの動きを得意とする。L.I.J加入後はTシャツで相手の首を絞める、毒霧を噴きつけるなどの反則攻撃も行う。なお、2020年現在、L.I.Jであからさまな反則攻撃を行うのはBUSHIのみである。

### フィニッシュ・ホールド
MX
現在のBUSHIの主なフィニッシュ・ホールド。コーナーセカンドロープから胸のところで腕をクロスさせるアピールから飛びこんで放つコード・ブレイカー。2016/06/06のBEST OF THE SUPER Jr.XXIII対KUSHIDA戦では通常のMXを返された後、コーナー最上段からのMXで追撃し3カウントを奪取した。技名の由来はメキシコの国別コードトップレベルドメイン。
旋回式MX
「NEW JAPAN CUP2020」の1回戦のYOH戦で披露した新技。
相手をファイアーマンズキャリーで担ぎ上げ、相手を旋回させてから自身の曲げた両膝の上に顔面から落とす変形のMX。
ファブル
相手の膝部分に自らの左腕を差し込み締め上げる変形の足四の字固め。
技名の由来は同名の漫画作品から。
ファイヤーバード・スプラッシュ
BUSHIの以前のフィニッシュ・ホールド。デビュー間もない頃から使用していたが、エムエックス開発後は封印している。

### 打撃技
エルボー
エルボー・スタンプ
エルボー・スマッシュ
バックエルボー
張り手
逆水平チョップ
チョップ・スマッシュ
クローズライン
延髄斬り
内藤と同様に、BUSHIも延髄斬りを得意としている。相手に敢えて片脚をとらせ、掴まれた脚を軸にもう片方の足で蹴るキャッチ式を多用する。仮にかわされても、反対方向から脚を振り直して相手のこめかみ辺りを蹴り抜く。
スウェーニョ
スペイン語で「夢」の意。
変形のコード・ブレイカー。フロントチョークで捕らえた相手と背中合わせになり、そのまま自身が前傾姿勢に移行しながら相手を吊し上げる。さらに、そのまま相手を引き下げ後方に回転させて、顔面ないし胸に自らの両膝をめり込ませる技。
バッククラッカー
相手の背後から両肩に飛びつき両膝を相手の背中に押し当てて後方に倒れ込み、マットに打ちつけられた衝撃で相手の背中にダメージを与える技。
ミサイルキック
この技で相手を蹴り飛ばした後、ウィンドミル体勢で体を回転させながら立ち上がるムーブを見せる。
低空ランニング・ドロップキック
タッグマッチでは仲間との連携で繰り出すことも多い。
コーナー・ダブル・ニーアタック
主にタッグマッチでコーナーにいる相手にトレイン攻撃を行う際に使用する。
オーバーヘッドキック
エプロン際からリング外の相手にロープを使って逆上がりするような形で見舞っていく。

### 投げ技
ティヘラ
フランケンシュタイナー
タッグマッチでは、2人まとめて投げることもある。
エプロン式・ハングマンDDT
エプロンからセカンドロープ越しにリング内の相手の頭部を左脇下に抱え込み、そのまま高々とジャンプして場外に着地することで相手を脳天からエプロンへと突き刺すハングマンDDT。BEST OF THE SUPER Jr.26から使用を開始したBUSHIの得意技。
ネックブリーカー・ドロップ
レボルシオン
スペイン語で「革命」の意。変形ショルダーバスター。
背後から相手の右脇に頭を差し込みリバースDDTの体勢で捕らえた後、上下逆さまに持ち抱えて片膝の上に相手の肩を叩きつける。
バルデラス
ブレーン・バスターの体勢から相手の首を自分の肩口辺りに捕らえ、左腿を抱えて担ぎ上げ、その状態から開脚式シットダウンすることで相手の尾てい骨をマットに叩きつけ、同時に首にもダメージを与える。変形のネックブリーカー。上記フィニッシュ・ホールドであるMXへの繋ぎ技として使用されている。
ライトニング・スパイラル（フィッシャーマンズ・スクリュー）
正面から相手の頭を片方の腕で抱え、もう片方の腕で相手の片足の腿辺りを抱えると、その状態から自分の体と相手の体を同時に反転させて相手の頭部・背面を叩きつける。
カナディアン・デストロイヤー
テリブレ
相手の右横から背中越しに右腕と左足を捕らえ、相手を片脚立ちの前傾姿勢にし、そこからノーハンド・ロンダートの要領で相手ごと横回転して後頭部からマットに叩きつけ、フォールを奪うの高角度式変型キド・クラッチ。テキーラ沙弥が使用していたテキーラ・ショットと同型。2021年1月6日、TOKYO DOME CITY HALL大会で披露。

### クイック技
ブシロール
逆さ押さえ込みで丸め込んだ相手にブリッジをしながら覆い被さるフォール技。
ロス・インゴベルナブレス加入後は、毒霧や急所蹴りを放った後この技に敢行する等のバリュエーションも見せている。
倉垣翼が使用するウイング・クラッチ・ホールドと同型。
ウニベルサル
ローリング・クラッチ・ホールドで丸め込み、相手の胴体を脚でフックしながら、体を横回転させて相手の体を円状に転がし三半規管にダメージを与える。
ルチャリブレの古典的な技の一つとして知られ、試合中盤でよく使用している。

### 飛び技
トルニージョ
BUSHIの場合は、助走をつけてトップコーナーに飛び乗りながら放っていく三角飛び式を使用している。
トペ・スイシーダ
タッグマッチでは相手を分断する際にも多用される。空中姿勢が美しく、速度が速いのが特徴。

### 関節技・絞め技
アシロード
変型の裏足4の字固め。足4の字固めの体勢で固めた相手の体をうつ伏せに反転させ、折り重なった足を自らの足裏で押さえつけてダメージを与える。
カズ・ハヤシが使用するクランチ・ループと同型。
変形アンクルホールド
真田聖也との初シングル時に使用。かなりの威力を見せたが、「まだこの技をうまく使うには経験が足りない」とコメントし封印中。
未だに二度目の披露はされていない。
STF

### 反則技
毒霧
ロス・インゴベルナブレス加入後から使用し、セコンドについた際もレフェリーの目を盗んで使用している。2020年の情勢に配慮する形で使用を控えていたが、2021年8月10日横浜武道館にて石井智宏を相手に使用し、不発に終わった。
ロー・ブロー
ローブロー・キック
凶器攻撃
着ていたTシャツやズボンのベルト、パイプ椅子などを使用する。
金的攻撃
相手の金的に足　手などを使って攻撃する。

### その他
ウィンドミル
攻撃技ではないが、ダウン状態から起き上がる時にブレイクダンスのウィンドミルの体勢で足を回転させて起き上がる定番ムーブ。

### 合体技
インスルヘンテス
高橋ヒロムとの合体技。
ヒロムが相手を肩車の態勢で抱え上げ、BUSHIがMXの態勢で相手の胸元に飛びつきヒロムが前方へ倒れ込みながら極めるツープラトン式のMX。技名は「暴徒」「反乱分子」の意。
リベリオン
鷹木信悟との合体技。
鷹木がホイールバローの体勢で担ぎ上げた相手に対し、ロープから走り込んできたBUSHIが両膝を押し当てて飛びつき、そのまま後方へ倒れ込んで顔面を打ちつける合体式のコードブレイカー。技名は「反逆」「反乱」の意。
LAT
高橋ヒロムとの合体技。
2人で相手の片腕・片脚を持った状態で持ち上げ、同時にシットダウンすることで相手を顔面からマットに叩きつける合体式のフェイス・バスター。
アンヘル・インモルタル
ティタンとの合体技。
BUSHIがコード・ブレイカーを決めたところへティタンがそのままスワンダイブ式でフットスタンプを叩き込む。

## 決め台詞
- 「エンセリオ、マジで」

En serioはスペイン語で「本当に」を意味する言葉で、後に続く「マジで」と同義。
- 「残念だったな！」

自身がタイトルを奪取または防衛したあと、マイクパフォーマンスの第一声でこの台詞を発して対戦相手を煽る。

## 入場テーマ曲
- BUSHI-DO

現在使用中の曲。新日本プロレス公式CD「NJPWグレイテストミュージック」収録。
- HYBRIDIZE

髙橋ヒロムとのタックチームのテーマ曲。ヒロムの「TIME BOMB」と上記の「BUSHI-DO」をミックスして作曲したもので、2017年8月28日のTAKA＆タイチ興行で初披露された。新日本プロレスの興行ではSUPER Jr. TAG LEAGUEやIWGPジュニアタッグ王座戦線で使用している。
- BUSHI-DO

全日本プロレス公式CD「WILD WATT」収録。前述の曲とは同名異曲。
- SCORPION (CRITICAL SYSTEM MIX) / ORIENTAL SPACE

T28時代のテーマ曲。

## 人物
- 憧れのレスラーはカズ・ハヤシ。
- 覆面レスラーになる以前は爽やかなルックスで女性ファンが多く、バレンタインの時に贈られるチョコレートの数は他のレスラーが羨む程だった。
- メキシコに出発する以前は全日本プロレス道場の寮長を務めていた。
- 試合中に頭の一部を怪我して以来、その部分に髪の毛が生えなくなったため、ラインを入れてごまかしている。
- 漫画『20世紀少年』の大ファンである。
- 既婚で子どももいる。
- お笑い芸人の桜塚やっくんと一度食事をしたことがあり、やっくんのブログにもそのことが取り上げられていた。
- T28時代は入場時の際にキャップを被って入場し、試合中の時でも外さなかったが、大概は相手の攻撃などで外されることが多かった。
- 海外遠征の際に必要になるスペイン語は、既に海外修行を済ましている同期の大和ヒロシから教えてもらっている。
- 学生時代のヘアスタイルは茶色に染めた長髪だった。
- 日本唐揚協会に入るほどの大の唐揚げ好きであり、親孝行も兼ね2013年11月、葛飾区に唐揚げ専門店「東京丸武商店」（とうきょうまるぶしょうてん）を開いてオーナーとなった[18]。
- ヴィジュアル面へのこだわりは強く、黒いマニキュアやルージュを塗っているほか、毎試合マスクとタイツ、アームカバーを変えている。マスクに関しては試合用とオーバーマスクを合わせて単純計算で年間300枚以上は作っており、1回被ったものは2度と使わない[19]。春は桜をイメージしたピンク色にしたり、ゴールデンウイークには鯉のぼりの柄を入れたり、鷹木信悟と組んでのIWGPジュニアタッグ選手権ではドラゴンの柄を入れたりなどとテーマは時期やシチュエーションによって違う。

## テレビ出演
- ヴァンガ道（TVA）（2013年4月6日 - 12月28日） - 「ヴァンガれ! ストレッチ体操」のみに登場
- 99.9-刑事専門弁護士- SEASON II第6話（TBS）（2018年2月25日） - 本人役